# Земли Савойского дома

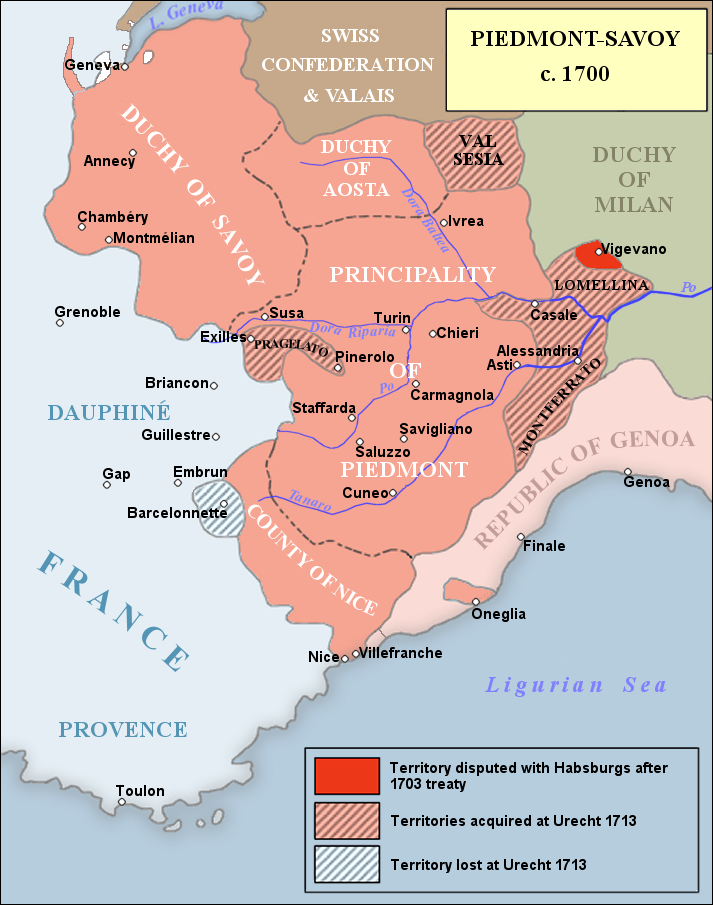
Савойские земли в 1700 году.

Земли Савойского дома (фр. États de la maison de Savoie), также называемые французами после 1718 года Сардинскими землями (фр. États sardes) — территориальные владения, принадлежавшие графам и герцогам из Савойского дома с XI века вплоть до объединения Италии в 1861 году. Правители этих земель носили титул князя и вечного викария Священной Римской империи.

## История

### XI—XIV века

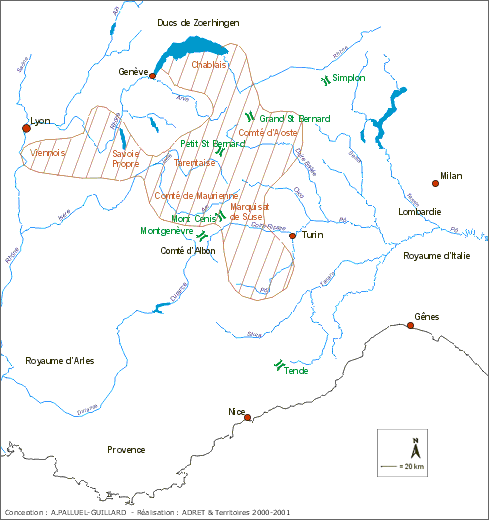
Савойские земли в XII-XIII веках

Начало земель Савойского дома идёт от графа Гумберта I. В 1023 году он упомянут как властелин города Аоста. Впоследствии его власть распространилась на всю Валле-д’Аоста. В 1033 году Гумберт подчинил епископа Морьена; в качестве награды император Конрад II отдал Гумберту часть упраздненного епископства, названного графством Савойя. Оттон I благодаря браку получил Сузу, Иврею и Пинероло. Пьер II присоединил к савойским владениям Во.
В XIII веке савойские графы получали титулы имперских викариев. В 1365 году граф Амадей VI получил титул вечного викария, но в следующем году это решение было отозвано.
В XIII веке Савойский дом владел следующими территориями:
- собственно Савойя с главной резиденцией в Шамбери
- Новалез с Вуароном
- Вьенуа (до 1355 года) с Сен-Жорж-д’Эсперанш
- Бресс с Бурк-ан-Брес
- Бюжи (включая Вальроме) с замком Российон
- Шабле с Шильонским замком
- Валле-д’Аоста с замком Аржен в Вильнёве
- Валь-ди-Суза с Авильяной
- Во с Мудоном

После 1355 года в состав земель Савойского дома вошли также
- Ла-Вальбон (столица — Монлюэль)
- Фосиньи (c Шатийон-сюр-Клюз/Клюз)
- Жекс

### XV—XVI века

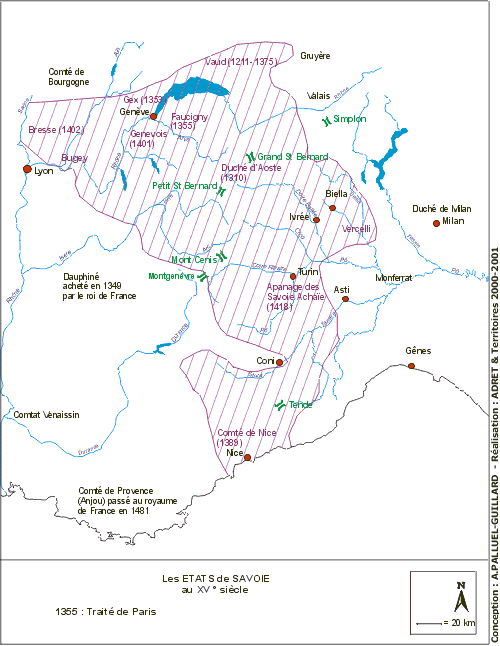
Савойя в XV веке

Во времена Амадея VIII произошло существенное приращение савойских земель. В 1388 году, по договору в аббатстве Сен-Пон-де-Нис он получил графство Ницца, благодаря чему савойские земли получили выход к Средиземному морю. В 1411 году его войска заняли долину Оссола, что позволило взять под контроль перевал Симплон (территория утрачена в 1417 году). В 1413 году ему принесли оммаж маркграфы Салуццкие. В 1416 году Амадей получил от императора Сигизмунда герцогский титул и прямой контроль над Пьемонтом. В 1401 году он купил Женевское графство, однако наследники продавца оспорили сделку, и в полноправное владение Амадей вступил лишь в 1424 году.
Герцог Карл III во время Итальянских войн оставался верным союзником главы Габсбургского дома Карла V, с которым сражался его племянник Франциск I. По этой причине французы вторгались в его герцогство несколько раз, и к 1536 году захватили почти все его владения. Его сын Эммануил Филиберт по итогам Като-Камбрезийского мира получил свои владения обратно, однако в 1563 году перенёс герцогскую резиденцию из Шамбери в Турин.

### XVI—XVIII века
В XVI—XVIII веках земли Савойского дома достигли своей максимальной величины. В 1601 году в соответствии с Лионским договором, завершившим войну с Францией, Савойя лишилась Бресса, Жекса и Бюжи, но сохранила маркграфство Салуццо.
Несмотря на французскую оккупацию в 1690—1696 годах, Савойя сохранила контроль над альпийскими перевалами, связывающими Францию с Италией, а по Туринскому договору получила Пинероло.
В 1703 году во владения Савойского дома перешло маркграфство Монферрат.
В 1713 году по Утрехтскому миру герцог Виктор Амадей II получил Алессандрию и Вальсезию, а также «Республику эскартонов». Однако самым важным приобретением было Королевство Сицилия: теперь Виктор Амадей получил королевский титул. По Лондонскому договору 1718 года он обменял далеко расположенное Сицилийское королевство на более близкую Сардинию, и с той поры земли Савойского дома стали известны как Сардинское королевство. В связи с тем, что в 1742 году Сардиния вступила в войну за австрийское наследство на стороне Австрии, в 1742—1748 годах континентальные владения Савойского дома были опять оккупированы французами.

### Раздел савойских земель
Во времена войн французской революции савойские земли к западу от Альп были присоединены к Франции, где из них был образован департамент Монблан, однако после разгрома Наполеона они вернулись в состав Сардинского королевства. В 1816 году по Туринскому договору была произведена коррекция границы между Сардинским королевством и Швейцарией.
В 1858 году между Францией и Сардинией было подписано Пломбьерское соглашение, в соответствии с которым Франции были обещаны Савойя и Ницца в обмен за помощь в войне с Австрией. Передача осуществилась в 1860 году в соответствии с Туринским договором. Туринский договор не предусматривал передачу Танда и Ла-Брига, которые были объявлены «охотничьими территориями» сардинского короля, и оказались в составе объединённого Итальянского королевства; они были переданы Франции лишь в 1947 году.